# Groene poederkorst
Groene poederkorst (Botryolepraria lesdainii) is een korstmossoort uit het geslacht Botryolepraria.

## Determinatie
Groene poederkorst is een poedervormig korstmos. Het thallus is dofgroen en voorzien van een laag wattige, niet echt soredieuze korrels. De rand is niet gelobd.

## Ecologie
Groene poederkorst groeit epilitisch. Het is bekend van beschaduwde, oude bakstenen tuin- en kerkmuren.

## Verspreiding
In Nederland is groene poederkorst een zeldzame soort. Nog het meest komt hij voor langs de kust, in het rivierengebied en in Zuid-Limburg. Hij staat niet op de Nederlandse Rode Lijst en is niet bedreigd.